# Sítio do Picapau Amarelo (1977)
Sítio do Picapau Amarelo é uma série de televisão infantil brasileira produzida pela TV Globo em parceria com a TVE Brasil e o MEC, sendo exibida entre 7 de março de 1977 e 31 de janeiro de 1986. Foi a quarta adaptação televisiva da obra homônima de Monteiro Lobato, após a primeira versão exibida pela Rede Tupi entre 1952 e 1963, a 
segunda versão exibida pela TV Cultura em 1964 e a terceira versão exibida pela Band entre 1967 e 1969.

## Enredo

As atrizes Zilka Salaberry (1917-2005) e Jacira Sampaio (1922-1998), caracterizadas como as personagens Dona Benta e Tia Nastácia do Sítio do Pica-Pau Amarelo.

Dona Benta é uma velha senhora que vive no Sítio do Pica-Pau Amarelo, afastada da correria e do barulho da cidade grande. Com ela vivem Tia Anastácia, que cozinha quitutes para todos, e sua neta Lúcia, mais conhecida como Narizinho. Vivendo sozinha e tendo apenas as duas mulheres idosas como companhia, a menina cria um mundo de fantasias, no qual a personagem principal é a sua boneca Emília, feita por Tia Anastácia com restos de pano. Também vivem no sítio o velho Tio Barnabé e seus ajudantes Zé Carneiro e Malazarte — e mais tarde também surge João Perfeito, e Zeca do Pombo por um período breve — responsáveis pela manutenção do sítio.
Um dia Narizinho conhece o Príncipe Escamado, soberano do Reino das Águas Claras, que por coincidência, fica localizado no ribeirão do sítio. O Príncipe fica encantado com a menina e a convida para conhecer seu reino. Lá, ela é apresentada aos mais proeminentes súditos, como a azeda Carochinha, responsável por administrar os contos de fada, e determinada a manter o Pequeno Polegar preso em seus livros. Também a Doutor Caramujo, um renomado cientista, que dá a Emília a pílula falante. Depois que ingere o remédio, Emília começa a falar e não para mais.
Durante o período de férias escolares, Narizinho tem como companhia, seu primo Pedrinho, que estuda na cidade grande onde vive com sua mãe. O Menino também tem um amigo montado por tia Anastácia, o Visconde de Sabugosa, feito de uma espiga de milho velha, que também ganha vida. Por ter sido esquecido, por um bom tempo do meio dos livros, o Visconde adquiriu uma admirável sabedoria, tornando-se intelectual e cientista.
No sítio do Pica-Pau Amarelo tudo é possível. A Fantasia se mistura com a realidade, fazendo parte do cotidiano da menina Narizinho e de seu primo Pedrinho. E são com personagens adultos que as crianças compartilham suas aventuras num mundo fantástico onde transitam a boneca Emília, o Visconde de Sabugosa, o Saci Pererê, a Cuca, a Iara e outros personagens fantasiosos.

## Elenco
| Dona Benta           | Zilka Salaberry        |  |  |  |            |  |  |  |  |  |  |  |
| Tia Nastácia         | Jacira Sampaio         |  |  |  |            |  |  |  |  |  |  |  |
| Emília               | Dirce Migliaccio       |  |  |  |            |  |  |  |  |  |  |  |
| Emília               | Reny de Oliveira       |  |  |  |            |  |  |  |  |  |  |  |
| Emília               | Suzana Abranches       |  |  |  |            |  |  |  |  |  |  |  |
| Narizinho            | Rosana Garcia          |  |  |  |            |  |  |  |  |  |  |  |
| Narizinho            | Daniele Rodrigues      |  |  |  |            |  |  |  |  |  |  |  |
| Narizinho            | Izabella Bicalho       |  |  |  |            |  |  |  |  |  |  |  |
| Narizinho            | Gabriela Senra         |  |  |  |            |  |  |  |  |  |  |  |
| Pedrinho             | Júlio César            |  |  |  |            |  |  |  |  |  |  |  |
| Pedrinho             | Marcelo José           |  |  |  |            |  |  |  |  |  |  |  |
| Pedrinho             | Daniel Lobo            |  |  |  |            |  |  |  |  |  |  |  |
| Visconde de Sabugosa | André Valli            |  |  |  |            |  |  |  |  |  |  |  |
| Tio Barnabé          | Samuel dos Santos      |  |  |  |            |  |  |  |  |  |  |  |
| Cuca                 | Dorinha Duval (voz)    |  |  |  | [ nota 1 ] |  |  |  |  |  |  |  |
| Cuca                 | Stella Freitas (voz)   |  |  |  |            |  |  |  |  |  |  |  |
| Cuca                 | Catarina Abdalla (voz) |  |  |  |            |  |  |  |  |  |  |  |
| Cuca                 | Rosana Israel (voz)    |  |  |  |            |  |  |  |  |  |  |  |
| Rabicó               | Chaguinha              |  |  |  |            |  |  |  |  |  |  |  |
| Burro Falante        | José Mayer (voz)       |  |  |  |            |  |  |  |  |  |  |  |
| Burro Falante        | Ivan Setta (voz)       |  |  |  |            |  |  |  |  |  |  |  |
| Quindim              | Ivan Setta (voz)       |  |  |  |            |  |  |  |  |  |  |  |
| Saci                 | Romeu Evaristo         |  |  |  |            |  |  |  |  |  |  |  |
| Elias Turco          | Germano Filho          |  |  |  |            |  |  |  |  |  |  |  |
| Elias Turco          | Francisco Nagem        |  |  |  |            |  |  |  |  |  |  |  |
| Zé Carneiro          | Tonico Pereira         |  |  |  |            |  |  |  |  |  |  |  |
| Malasartes/Garnizé   | Canarinho              |  |  |  |            |  |  |  |  |  |  |  |
| João Perfeito        | Ivan Senna             |  |  |  |            |  |  |  |  |  |  |  |
| Zé Bento             | Nelson Camargo         |  |  |  |            |  |  |  |  |  |  |  |
| Quirino              | Waldir Maia            |  |  |  |            |  |  |  |  |  |  |  |

### Participações especiais
- Genivaldo Santos - Saci Tric
- Zezé Macedo -  D.ª Carochinha
- Cacá Silveira - Príncipe Escamado e Besouro 2
- Paulo César Soares - Sapo Major Agarra e Não Solta Mais
- Shulamith Yaari -  D.ª  Aranha
- Richard Eggenstein - Tonho
- Cláudio Savietto - Tommil
- Thaís Portinho - Ritinha
- Wilson Grey - Jeca Tatu
- Lajar Muzuris - Índio Harú
- Nilson Condé - Príncipe Ahmed
- Carlos Adib - Carteiro
- Apolo Correia - Barbeiro
- Dary Reis - Capitão Gancho
- Isabela Garcia - Sininho
- Jayme Barcellos - Coronel Teodorico
- Ankito - Curupira e o Soldadinho de Chumbo
- José de Abreu - Barba Azul
- Lina Rossana - Das Dores / Andira (1978)
- Júlio Braga - Besouro 2
- Gabriela Alves Storace - Anjinho 1
- Lourdes de Moraes - Beata Esperança
- Luiz Carlos Niño - Farukinho
- Renata Abreu - Criança 1
- Sokram Sommar - Anjinho 2
- Silveirinha - Zeca do Pombo / Cientista (1978)
- Túlio Abreu - Criança 2
- Maitê Proença - Bela
- Myriam Pérsia - Antonica, mãe de Pedrinho
- Nélia Paula - Arminda
- Bia Lessa - Ordélia
- Ítalo Rossi - Rei Minos (1978) / General Espadarte (1982)
- Arthur Oscar Júnior - Pequeno Polegar (1978)
- José Leonardo - Pequeno Polegar (1982)
- Cininha de Paula - Mofélia
- Orlando Borges - Lobo Mau
- Mário Maya - Aladim/ Gato Félix

## Episódios
| Temporada | Temporada | Episódios | Capítulos | Exibição Original    | Exibição Original      |
| Temporada | Temporada | Episódios | Capítulos | Estreia de temporada | Final de temporada     |
| --------- | --------- | --------- | --------- | -------------------- | ---------------------- |
|           | 1         | 6         | 195       | 7 de março de 1977   | 2 de dezembro de 1977  |
|           | 2         | 9         | 180       | 6 de março de 1978   | 27 de novembro de 1978 |
|           | 3         | 9         | 180       | 19 de março de 1979  | 23 de novembro de 1979 |
|           | 4         | 8         | 190       | 3 de março de 1980   | 21 de novembro de 1980 |
|           | 5         | 10        | 210       | 16 de março de 1981  | 31 de dezembro de 1981 |
|           | 6         | 13        | 145       | 26 de abril de 1982  | 10 de dezembro de 1982 |
|           | 7         | 7         | 217       | 7 de março de 1983   | 31 de dezembro de 1983 |
|           | 8         | 5         | 195       | 19 de março de 1984  | 28 de dezembro de 1984 |
|           | 9         | 1         | 20        | 1.º de julho de 1985 | 26 de julho de 1985    |
|           | 10        | 1         | 20        | 6 de janeiro de 1986 | 31 de janeiro de 1986  |

## Produção
A designação ideal para o formato do programa é "seriado", devido a sua divisão em episódios que formam histórias completas. Os episódios do seriado variaram em duração, contando com número variável de capítulos – 5, 10, 15, 20 (em sua maioria), 25, 30, 35, 40, 65 e 90.
Esta versão, exibida entre 1977 e 1986, foi a mais conhecida de todas as versões para a TV da série de livros de Monteiro Lobato. Os roteiros foram escritos por nomes de peso da teledramaturgia brasileira, como Benedito Ruy Barbosa, Marcos Rey, Silvan Paezzo e Wilson Rocha. A direção-geral e a idealização do programa foi de Geraldo Casé, considerado o "pai" do programa em seus quase 10 anos de exibição. Outros diretores também passaram pelo programa, como Fábio Sabag, Gracindo Júnior, Roberto Vignati, Reynaldo Boury. A direção-geral, porém, foi sempre de Geraldo Casé. Edwaldo Pacote era o supervisor-geral.
O bairro da Barra de Guaratiba recebeu a locação fixa para as gravações. Um sítio, com casa, curral e jardins, foi alugado e adaptado para o programa na Estrada Burle Marx. Lá, eram gravadas as cenas externas na varanda, no terreiro e nos jardins e também algumas internas, realizadas nos ambientes da sala, da cozinha e do celeiro. As outras cenas internas – a biblioteca, o laboratório do Visconde de Sabugosa, os quartos, a gruta da Cuca, o Reino das Águas Claras, entre outros ambientes – eram gravadas nos estúdios da Cinédia. As cenas na mata eram gravadas na Floresta da Tijuca, na Barra de Guaratiba e na Pedra de Guaratiba. O "Arraial dos Tucanos" foi construído cenograficamente ao lado do Sítio e todos os ambientes internos – como a venda do Seu Elias – se localizavam ali. A praia em que aparece  alguns episódios como  : O Minotauro, Os Piratas do Capitão Gancho, Dom Quixote - O Cavaleiro da Triste Figura, O Terrível Pássaro Roca ,  Pinóquio  ,  Robson Crusoé entre outros, era a Praia de Grumari, próxima à Barra de Guaratiba, que serviu e serve até os dias de hoje de cenário para outras produções da Rede Globo.
Depois de alguns anos de abandono, a casa que serviu de cenário para as filmagens foi restaurada e desde Junho de 2021 encontra-se aberta para visitações de Quarta a Domingo.

## Transmissão

### No Brasil
A série foi exibida pela TV Globo entre 7 de março de 1977 e 31 de janeiro de 1986, contando com 69 episódios e 1.549 capítulos. De 1977 até 1981, o programa foi exibido às 17h30, com reprise na manhã seguinte às 08h30. A partir de 1982, mudou para as 16h45. Em 1983 passou a ser exibido às 12h, retornando às 16h45 em 1984. Em 1985 e 1986, com as últimas temporadas, retornou às 17h30. Com o fim da exibição original pela Globo em 1986, a TVE Brasil reprisou o programa de 1986 até 1988.
Entre outubro de 1994 até maio de 1998, a TVE volta a reprisar o Sítio, juntamente com a TV Cultura, dessa vez mostrando episódios de 1977 e 1978.
De 8 de julho 1996 a 30 de agosto de 1996, a TV Colosso abrigou  um momento dedicado ao “Sítio do Picapau Amarelo”, com histórias exibidas originalmente na temporada de 1981 (“Caçadas de Pedrinho” e “A Chave do Tamanho”, reprisadas em 25 e 15 capítulos, respectivamente).
Em julho de 2017, durante as férias escolares, Memórias da Emília entrou no catálogo do Globoplay. Em 12 de outubro de 2017, como parte da programação especial de Dia das Crianças, entrou em cartaz Reinações de Narizinho.
Foi reprisada no Viva entre 1° de março de 2021 e 2 de setembro de 2022 na faixa das 10h30, com reprises nas madrugadas durante a semana às 05h e também com maratona aos domingos de 07h30 às 10h15. A série se tornou um dos produtos mais pedidos pelo público da emissora desde à sua fundação, em 2010.

### Em Portugal
Em Portugal, o primeiro ano (1977) estreou na RTP em 1981. Os restantes anos foram exibidos até 1989.

## Legado
Em 1979, a Unesco reconheceu a série como o melhor programa infanto-juvenil daquele ano.

## Trilha sonora
| Sítio do Picapau Amarelo – LP, cassete |                                     |                                  |                             |         |  |
| N.º                                    | Título                              | Compositor(es)                   | Intérprete(s)               | Duração |  |
| 1.                                     | "Narizinho"                         | Ivan Lins Vítor Martins          | Lucinha Lins                |         |  |
| 2.                                     | "Ploquet Pluft Nhoque (Jaboticaba)" | Dori Caymmi Paulo Cesar Pinheiro | Papo de Anjo                |         |  |
| 3.                                     | "Peixe"                             | Caetano Veloso                   | Doces Bárbaros              |         |  |
| 4.                                     | "Saci"                              | Guto Graça Mello                 | Papo de Anjo                |         |  |
| 5.                                     | "Visconde de Sabugosa"              | João Bosco Aldir Blanc           | João Bosco                  |         |  |
| 6.                                     | "Dona Benta"                        | Ivan Lins Vítor Martins          | José Luis                   |         |  |
| 7.                                     | "Sítio do Picapau Amarelo"          | Gilberto Gil                     | Gilberto Gil                |         |  |
| 8.                                     | "Pedrinho"                          | Dori Caymmi Paulo Cesar Pinheiro | Aquarius                    |         |  |
| 9.                                     | "Arraial dos Tucanos"               | Geraldo Azevedo Carlos Fernando  | Ronaldo Malta               |         |  |
| 10.                                    | "Tia Nastácia"                      | Dorival Caymmi                   | Dorival Caymmi              |         |  |
| 11.                                    | "Passaredo"                         | Francis Hime Chico Buarque       | MPB4                        |         |  |
| 12.                                    | "Emília"                            | Sérgio Ricardo                   | Sérgio Ricardo              |         |  |
| 13.                                    | "Tio Barnabé"                       | Marlui Miranda Jards Macalé      | Marlui Miranda Jards Macalé |         |  |

| Sítio do Picapau Amarelo Vol. 2 – LP |                                     |                          |                       |         |  |
| N.º                                  | Título                              | Compositor(es)           | Intérprete(s)         | Duração |  |
| 1.                                   | "Sítio do Picapau Amarelo"          | Gilberto Gil             | Gilberto Gil          |         |  |
| 2.                                   | "Tema de Quindim"                   | Dori Caymmi Geraldo Casé |                       |         |  |
| 3.                                   | "Jabuty"                            | Dori Caymmi Paulo Afonso |                       |         |  |
| 4.                                   | "Tema de Rabicó"                    | Dori Caymmi Geraldo Casé |                       |         |  |
| 5.                                   | "Os Piratas do Capitão Gancho"      | Dori Caymmi Wilson Rocha |                       |         |  |
| 6.                                   | "Sítio do Picapau Amarelo Espacial" | Gilberto Gil             | Gilberto Gil          |         |  |
| 7.                                   | "A Cuca Te Pega"                    | Dori Caymmi Geraldo Casé |                       |         |  |
| 8.                                   | "Tema da Iara"                      | Dori Caymmi              |                       |         |  |
| 9.                                   | "Tá Quente, Tá Frio"                | Dori Caymmi Ghiaroni     |                       |         |  |
| 10.                                  | "Tema de Malazarte e Zé Carnero"    | Canarinho A. Brumatti    | Canarinho A. Brumatti |         |  |
| 11.                                  | "Sítio do Picapau Amarelo"          | Gilberto Gil             | Gilberto Gil          |         |  |

| Faz de Conta: Ricardo Vilas Vai ao Sítio – LP |                        |                                               |                          |         |  |
| N.º                                           | Título                 | Compositor(es)                                | Intérprete(s)            | Duração |  |
| 1.                                            | "Cuca Biruta"          | Ricardo Vilas Geraldo Casé                    | Ricardo Vilas            |         |  |
| 2.                                            | "Mãe Natureza"         | Ricardo Vilas Sylvan Paezzo                   | Beto Guedes              |         |  |
| 3.                                            | "Furiosa"              | Ricardo Vilas                                 | Dalto                    |         |  |
| 4.                                            | "As Sobrinhas"         | Ricardo Vilas Geraldo Casé                    | Joyce Moreno Nana Caymmi |         |  |
| 5.                                            | "O Burro Falante"      | Ricardo Vilas Geraldo Casé Marion Villas Boas | Ricardo Vilas            |         |  |
| 6.                                            | "Gato, Gato"           | Ricardo Vilas Wilson Rocha                    | Ricardo Vilas            |         |  |
| 7.                                            | "Faz de Conta"         | Ricardo Vilas Geraldo Casé Sylvan Paezzo      | Ricardo Vilas            |         |  |
| 8.                                            | "Voa Foguete"          | Ricardo Vilas Mônica Rabelo                   | Gonzaguinha              |         |  |
| 9.                                            | "Canção do Marinheiro" | Ricardo Vilas                                 | Roberto Ribeiro          |         |  |
| 10.                                           | "Crusoé"               | Ricardo Vilas Geraldo Casé                    | Ricardo Vilas            |         |  |
| 11.                                           | "Meu Califa"           | Ricardo Vilas Geraldo Casé                    | Teca Calazans            |         |  |
| 12.                                           | "O Grão Vizir"         | Ricardo Vilas José Ferreira                   | Gabriela Ferreira        |         |  |